# Manuel Lanzarote Bruno
Manuel Lanzarote Bruno (Barcelona, 20 januari 1984) is een Spaans voormalig voetballer die doorgaans speelde als vleugelspeler. Tussen 2002 en 2021 was hij actief voor Barcelona C, Barcelona B, Lleida, Atlético Madrid B, Real Oviedo, Sant Andreu, Atlético Baleares, Eibar, Sabadell, Espanyol, Deportivo Alavés, Asteras Tripolis, Real Zaragoza, FC Goa, ATK, Sabadell, Sant Andreu en Chennaiyin.

## Carrière
Lanzarote brak door in de jeugdopleiding van Barcelona, waar hij voor het tweede en het derde elftal speelde. De periode daarna, met als clubs Lleida, Atlético Madrid B en Real Oviedo was niet zo succesvol, maar later beleefde hij weer zijn successen bij Sant Andreu en later, met onderbreking van een slechte periode bij Atlético Baleares, bij Eibar en Sabadell. Door zijn aanhoudende goede prestaties verdiende hij in 2013 een transfer naar Espanyol, waarmee hij in de Primera División ging spelen. Espanyol verhuurde hem nog aan Deportivo Alavés. In 2015 trok de vleugelaanvaller naar Asteras Tripolis, waar hij voor twee jaar tekende. Na een half jaar, met daarin elf gespeelde competitiewedstrijden, liet Lanzarote zijn contract ontbinden in Griekenland.
Een dag later had hij al een nieuwe club, toen hij zijn handtekening zette onder een verbintenis voor een half jaar bij Real Zaragoza. Lanzarote speelde in een half jaar zestien wedstrijden, waarin hij tot vijf doelpunten wist te komen. In de zomer van 2016 werd zijn contract verlengd met een seizoen extra. Na dit jaar vertrok Lanzarote naar India, waar hij voor FC Goa ging spelen. Hier maakte hij dertien doelpunten in negentien wedstrijden, maar na onenigheid met zijn coach Sergio Lobera besloot de Spanjaard medio 2018 te verkassen naar ATK. In april 2019 kreeg hij een jaar contractverlenging bij ATK. Na periodes bij zijn oude clubs Sabadell en Sant Andreu keerde Lanzarote in januari 2021 voor een half seizoen terug naar India, bij Chennaiyin. Medio 2021 besloot Lanzarote op zevenendertigjarige leeftijd een punt te zetten achter zijn actieve loopbaan.